# Federazione di baseball e softball dell'Iraq
La Federazione irachena di baseball e softball (eng. Iraqi Baseball and Softball Federation ) è un'organizzazione fondata nel 2004 per governare la pratica del baseball e del softball in Iraq.
Organizza il campionato maschile e di softball femminile, e pone sotto la propria egida la nazionale maschile e di softball femminile.